# (37729) Akiratakao
(37729) Akiratakao est un astéroïde de la ceinture principale.

## Description
(37729) Akiratakao est un astéroïde de la ceinture principale. Il fut découvert le 14 octobre 1996 à Geisei par Tsutomu Seki. Il présente une orbite caractérisée par un demi-grand axe de 2,60 UA, une excentricité de 0,19 et une inclinaison de 12,7° par rapport à l'écliptique.

## Compléments